# Tavagnasco
Tavagnasco (en piemontès Tavagnasch) és un municipi italià, situat a la regió de Piemont i a la ciutat metropolitana de Torí. L'any 2010 tenia 794 habitants. Limita amb els municipis de Brosso, Quassolo, Quincinetto, Settimo Vittone i Traversella. Forma part de la Comunitat Alpina Dora Baltea Canavesana

## Administració
| Període | Identitat          | Partit        |
| ------- | ------------------ | ------------- |
| 2006-   | Giovanni Franchino | Llista Cívica |